# Epitafium Bogusława X
Epitafium Bogusława X — drewniany pomnik wystawiony dla uczczenia księcia pomorskiego Bogusława X Wielkiego przez jego syna księcia szczecińskiego Barnima IX Pobożnego około połowy XVI wieku (ok. 1565) w kościele zamkowym w Szczecinie, ukazująca księcia w otoczeniu rodziny. Jest to najstarszy znany z przedstawień wizerunek księcia, po II wojnie światowej dzieło zostało uznane za zaginione.
Epitafium powstało po śmierci księcia 5 października 1523, jego fundatorem był zaś syn Bogusława X Wielkiego książę szczeciński Barnim IX Pobożny, który być może z racji swoich zainteresowań snycerskich był również jednym z twórców tego stojącego na wysokim poziomie artystycznym drewnianego pomnika. Dokładna datacja nie jest możliwa z powodu braku odpowiedniej informacji na dziele, najogólniej przyjmuje się za czas powstania połowę XVI wieku. Przedstawienie ukazuje następującą scenę figuralną — wokół krucyfiksu z ukrzyżowanym Chrystusem klęczy rodzina książęca: po lewej stronie krzyża (patrząc od środka sceny) kolejno mężczyźni: Bogusław X Wielki i jego synowie — Jerzy I, Kazimierz i fundator; po prawej stronie krzyża kolejno kobiety: żona Bogusława X Wielkiego Anna i ich córki — Anna, Elżbieta i Zofia. Spośród tych trzech w chwili powstawania epitafium żyła już tylko Zofia (mająca znacznie ponad 60 lat), natomiast i Anna, i tym bardziej Elżbieta zmarły znacznie wcześniej. W przedstawieniu dążono do uzyskania przynajmniej znacznego podobieństwa (szczególnie w przypadku Bogusława X Wielkiego) do istniejącego wzorca. W przypadku Zofii rozważano również możliwość istnienia podobieństwa do żywej osoby, jednak zostało takie rozwiązanie odrzucone. Dzieło znajdowało się do czasów II wojny światowej w kościele zamkowym w Szczecinie, obecnie uchodzi za zaginione.